# آی‌ای ۵۳ مامبورتا
آی‌ای ۵۳ مامبورتا (اسپانیایی:  IA 53 Mamboretá ‎) (مامبورتا به زبان گوارانی به معنای آخوندک می‌باشد). یک هواگرد ملخ‌پیشین تک‌موتوره از نوع سم پاش ساخت شرکت DINFIA است. هواگرد آی‌ای ۵۳ مامبورتا نخستین پروازش را در ۱۹۶۵ میلادی انجام داد. در مجموع، تعداد ۲ فروند از این هواگرد ساخته شده است.

## Specifications

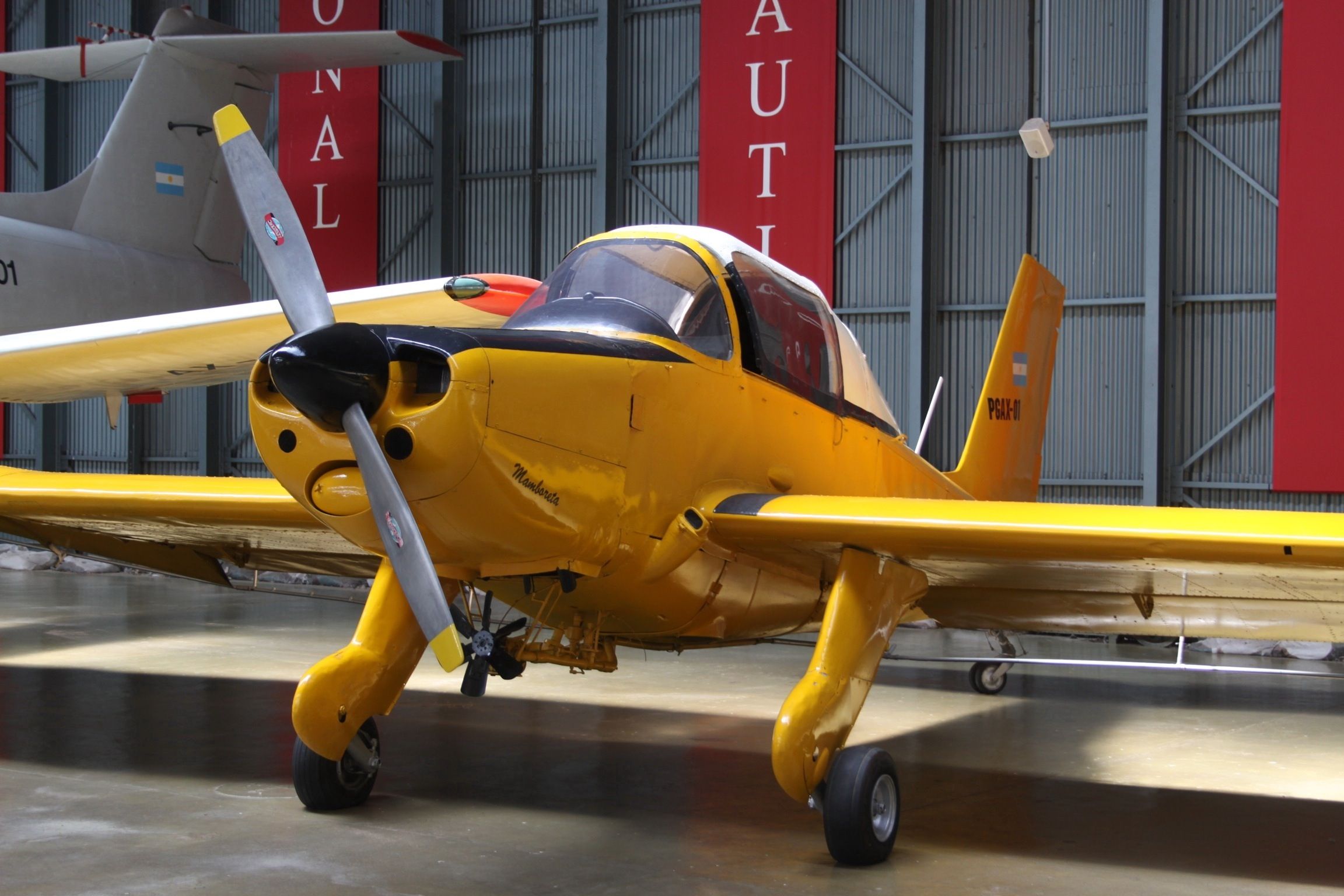
نمای جلویی از نمونه نگهداری شده آی ای ۵۳

داده‌ها از Jane's All The World's Aircraft 1969–70
ویژگی‌های عمومی
- خدمه: ۱
- طول: ۸٫۲۰ متر (۲۶ فوت ۱۱ اینچ)
- پهنای بال: ۱۱٫۶۰ متر (۳۸ فوت ۱ اینچ)
- ارتفاع: ۳٫۳۰ متر (۱۰ فوت ۱۰ اینچ)
- مساحت بال‌ها: ۲۱٫۵۲ متر مربع (۲۳۱٫۶ فوت مربع)
- نسبت اندازه: ۶٫۲۵:۱
- ایرفویل: NACA 4412
- وزن خالی: ۸۴۴ کیلوگرم (۱٬۸۶۱ پوند)
- بیشترین وزن برخاست: ۱٬۵۲۵ کیلوگرم (۳٬۳۶۲ پوند)
- ظرفیت سوخت: ۱۸۰ لیتر (۴۰ گالون بریتانیایی؛ ۴۸ گالون آمریکایی)
- پیشرانه: ۱ عدد air-cooled flat-six engine لایکامینگ او-۵۴۰-بی۲بی۵, ۱۷۵ کیلووات (۲۳۵ اسب بخار)

عملکرد
- حداکثر سرعت: ۲۱۵ کیلومتر بر ساعت (۱۳۴ مایل بر ساعت، ۱۱۶ گره)
- سرعت کروز: ۱۸۵ کیلومتر بر ساعت (۱۱۵ مایل بر ساعت، ۱۰۰ گره)
- بُرد: ۶۵۰ کیلومتر (۴۰۰ مایل، ۳۵۰ مایل دریایی)
- حداکثر ارتفاع: ۳٬۶۰۰ متر (۱۱٬۸۰۰ فوت)
- نرخ صعود: ۳٫۸۴ متر بر ثانیه (۷۵۵ فوت بر دقیقه)